# Ланет (Алабама)
Ланет (енгл. Lanett) град је у америчкој савезној држави Алабама. По попису становништва из 2010. у њему је живело 6.468 становника.

## Демографија
Према попису становништва из 2010. у граду је живело 6.468 становника, што је 1.429 (18,1%) становника мање него 2000. године.
| Група             | 2000.         | 2010.         |
| Белци             | 3.551 (45,0%) | 2.496 (38,6%) |
| Афроамериканци    | 4.231 (53,6%) | 3.716 (57,5%) |
| Азијати           | 17 (0,2%)     | 7 (0,1%)      |
| Хиспаноамериканци | 63 (0,8%)     | 158 (2,4%)    |
| Укупно            | 7.897         | 6.468         |